# 幻冬社ルネッサンス新書
もしかして
- 幻冬舎ルネッサンス新書

ではありませんか？